# لافوتيدين
لافوتيدين هو أحد حاصرات مستقبلات الهستامين 2 ويستخدم في علاج القرحة الهضمية وقرحة الإثني عشري والتهاب المعدة ومرض ارتجاع المريء.
يتوفر لافوتيدين في اليابان (توفره شركة يو سي بي) والهند.